# Dodo Abaszydze
Dodo Abaszydze (gruz. დავით (დოდო) ივანეს ძე აბაშიძე; właśc. Dawid Iwanowicz Abaszydze; ur. 1 maja 1924 w Tbilisi, zm. 26 stycznia 1990) – gruziński aktor charakterystyczny, także reżyser. Zdobywca dwóch nagród za film Aszik Kerib (1988) oraz nagrody za Legendę twierdzy suramijskiej (1984); Ludowy Artysta Gruzińskiej SRR.

## Życiorys
W 1949 ukończył Tbiliski Instytut Teatralny im. Szoty Rustaweli. Od 1949 był aktorem Teatru Akademickiego im. Szoty Rustaweli, od 1953 - aktorem studia filmowego Gruzja-Film . 

## Nagrody i wyróżnienia
- W 1967 otrzymał tytuł Ludowy Artysta Gruzińskiej SRR;
- Zdobywca dwóch nagród za film Aszik Kerib (Ashug-Karibi) (1988) oraz nagrody za Legendę twierdzy suramijskiej (1984).

## Filmografia
Role:
- 1954: Konik polny (ros. Стрекоза) jako Bichino;
- 1955: Osiołek Magdany (ros. Лурджа Магданы) jako Gabo;
- 1956: Baszy-Aczuk (ros. Лурджа Магданы) jako Abduszachił;
- 1956: Piesnʹ Etieri (ros. Песнь Этери) jako Wiepchija;
- 1957: Ja skażu prawdu (ros. Я скажу правду) jako Chwiczija;
- 1959: Dwie siemji (ros. Две семьи) jako Gogi;
- 1961: Żenich biez dipłoma (ros. Жених без диплома) jako Dodo;
- 1961: Komandirowka (ros. Командировка) jako Gogiczajszwili;
- 1961: Kostry goriat (ros. Костры горят) jako Boczi Morczadze;
- 1961: Miacz i pole (ros. Мяч и поле) jako Gedewon;
- 1963: Biała karawana (ros. Белый караван) jako kierowca Jagwira;
- 1963: Malenʹkije rycari (ros. Маленькие рыцари) jako Asłan;
- 1964: Dieti moria (ros. Дети моря) jako Gogi;
- 1965: Prostitie, was ożydajet smiertʹ! (ros. Простите, вас ожидает смерть!) jako Aprasion;
- 1965: Pjer — sotrudnik milicyi (ros. Пьер — сотрудник милиции) jako Tengiz;
- 1965: Chewsurska ballada (ros. Хевсурская баллада) jako Ałuda;
- 1966: Igra biez niczjej (ros. Игра без ничьей) jako zastępca kapitana;
- 1966: Cierpkie wino (ros. Листопад) jako Rezo;
- 1966: On ubiwatʹ nie chotieł... (ros. Он убивать не хотел...) jako Otar Marganija;
- 1967: Wkrótce nadejdzie wiosna (ros. Скоро придет весна) jako Szota;
- 1968: Bolszaja zielenaja dolina (ros. Большая зеленая долина) jako Sosana;
- 1968: Nieobyknowiennaja wystawka (ros. Необыкновенная выставка) jako Szawleg;
- 1968: Tarieł Gołua (ros. Тариэл Голуа) jako Baczura;
- 1969: Diesnica wielikogo mastiera (ros. Десница великого мастера) jako Mamaze Eristawi;
- 1969: Nie goriuj! (ros. Не горюй!) jako kniaź Wachwari;
- 1969: Pirosmani (ros. Пиросмани) jako Pirosmani;
- 1969: Swiet w naszych gorach (ros. Свет в наших горах) jako Aleksandre;
- 1970: Sosiedi (Dawnym-dawno) (ros. Соседи (Давным-давно)) jako Gudża;
- 1972: Biełyje kamni (ros. Белые камни) jako reżyser;
- 1972: Wiesiołyj roman (ros. Веселый роман) jako przewodniczący kołchozu;
- 1972: Gdy zakwitną migdały (ros. Когда зацвел миндаль) jako Niki;
- 1973: Melodie przedmieścia (ros. Мелодии Верийского квартала) jako szef policji (policmajster);
- 1973: Sibirskij died (ros. Сибирский дед) jako Nestor Kałandariszwili;
- 1973: Ja i moi sosiedi (ros. Я и мои соседи) jako Otar;
- 1975: Dieło pieriedajetsia w sud (ros. Дело передается в суд) jako Iraklij;
- 1975: Nie wierʹ, czto mienia bolsze niet (ros. Не верь, что меня больше нет) jako Micho, Sandro;
- 1975: Pierwaja łastoczka (ros. Первая ласточка) jako Jason;
- 1975: Piesnia, ili Kak wielikij Łuarsab chor organizowywał (Au-u!) (ros. Песня, или Как великий Луарсаб хор организовывал (Ау-у!)) jako Warłaam;
- 1976: Gorodok Anara (ros. Городок Анара);
- 1976: Driewo żełanija (ros. Древо желания) jako Opleucha;
- 1977: Bierega (ros. Берега) jako Seturi;
- 1979: Brak po-imierietinski (ros. Брак по-имеретински) jako Simon Toradze;
- 1981: Pochiszczenije wieka (ros. Похищение века);
- 1984/1985: Legenda twierdzy suramijskiej (ros. Легенда о Сурамской крепости);
- 1988: Aszik Kerib (ros. Ашик-Кериб).

Reżyseria:
- 1984: Legenda twierdzy suramijskiej;
- 1988: Aszik Kerib (Ashug-Karibi).

Źródło:
- Encyklopedia multimedialna PWN – Teatr i film, 1999.